# جیمز جارشی
جیمز جارشی (انگلیسی: James Jarché؛ ‏ ۸ سپتامبر ۱۸۹۰ – ۶ اوت ۱۹۶۵) عکاس اهل انگلستان و مستقر در خیابان فلیت بود.
شهرت او به‌واسطهٔ گرفتن نخستین عکس‌ها از ادوارد هشتم و همچنین گرفتنِ عکس‌هایی از والیس سیمپسون، لویی بلریو و محاصره خیابان سیدنی است.
امروزه نگاتیو عکس‌های جنگی او در موزه سلطنتی جنگ و برخی دیگر از آثارش در گالری ملی پرتره و بایگانی گتی ایمجز نگهداری می‌شود.
دیوید سوشی و جان سوشی نوهٔ دختری او هستند.